# Cephaloidophora foresti
Cephaloidophora foresti is een soort in de taxonomische indeling van de Myzozoa, een stam van microscopische parasitaire dieren. Het organisme komt uit het geslacht Cephaloidophora en behoort tot de familie Cephaloidophoridae. Cephaloidophora foresti werd in 1967 ontdekt door Theodorides.